# مرثیه

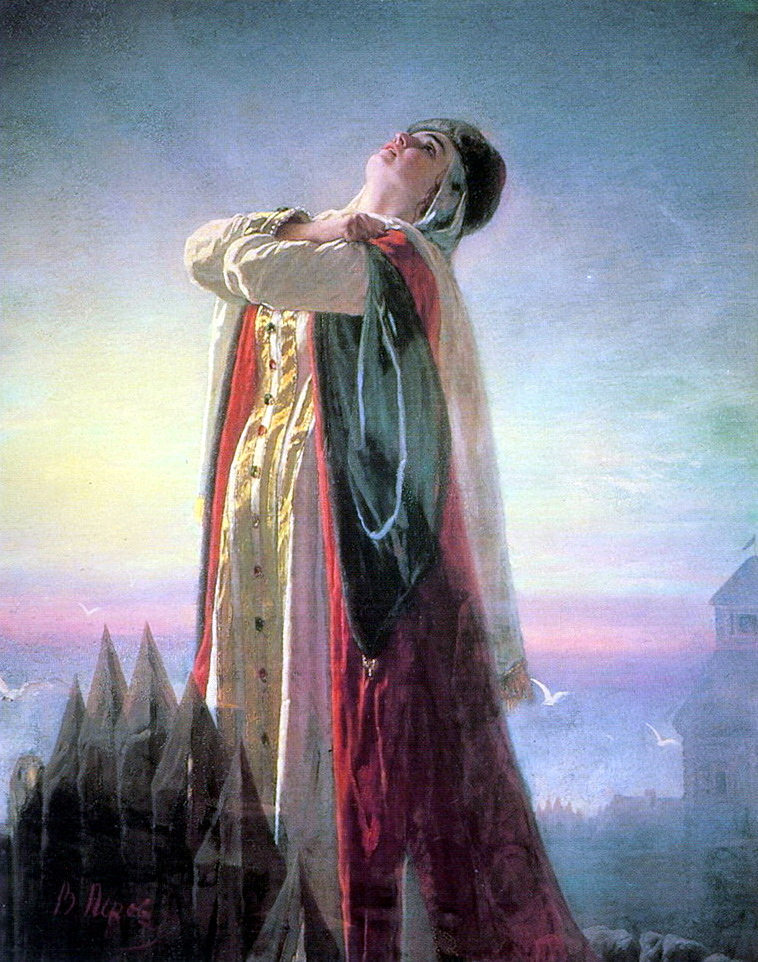
مرثیه

مرثیه به بیانِ پرشور غم و اندوه ، اغلب در قالب موسیقی ، شعر یا آهنگ گفته می‌شود.  مرثیه‌ها نوعی از قدیمی ترین اشکال نوشتاری را تشکیل می دهند و نمونه های آن در فرهنگ های انسانی مختلف وجود دارد.